# Roberto Ferrari (conduttore radiofonico)
Roberto Ferrari, pseudonimo di Roberto Antonio Porchera (Milano, 13 giugno 1965), è un conduttore radiofonico e disc jockey italiano.

## Biografia
Frequenta la scuola di perito elettronico.
Dopo gli studi, lavora come animatore per due stagioni nei villaggi turistici Valtur.
Nel 1985 parte per il servizio militare nel distretto di Bologna e la sera lavora presso la radio locale "Radio Sfera Regione".
Dal 1989 è conduttore radiofonico a Radio Deejay. È noto soprattutto come conduttore di Ciao Belli (e di Sciambola!, il programma che ne prese il posto dal 2006 al 2008), insieme ad Albertino e Digei Angelo.
È appassionato di canoa, tanto che nel 1997 è entrato nel Guinness dei primati percorrendo con la sua canoa più di 222 km in 24 ore nelle acque ferme dell'Idroscalo di Milano. Inoltre nel 1996 ha risalito la costa adriatica italiana in canoa, da Gallipoli a Lignano Sabbiadoro.
Un'altra sua passione, quella per l'astronomia, lo aveva spinto a prepararsi per una missione spaziale che sarebbe dovuta avvenire nel 2005: se si fosse verificata, sarebbe diventato il primo turista spaziale europeo.. Nel 2021 è stato scelto come giurato di qualità dal Maestro Vince Tempera e da Devis Paganelli per il concorso canoro nazionale Sanremo Newtalent.

## Libri
- Volevo essere Yuri Gagarin e invece ho fatto il dj, Acco, 2011, ISBN 88-95902-93-9.